# Рудаков Євген Васильович
Євге́н Васи́льович Рудако́в (нар. 2 січня 1942, Москва, Російська РФСР, СРСР — пом. 21 грудня 2011, Київ, Україна) — радянський український футболіст, воротар. Майстер спорту міжнародного класу (1973). Заслужений майстер спорту СРСР (1973).

## Життєпис
Народився 2 січня 1942 року в Москві. У 17-річному віці зарахований у юнацьку команду «Торпедо» і отримав місце в дублі. У зв'язку з присутністю у складі команди сильних воротарів поїхав грати за миколаївський «Суднобудівник». У 1963 році перейшов у київське «Динамо», кольори якого захищав у 1964—1977 роках.
За збірну СРСР провів 48 матчів (в тому числі 6 матчів — за олімпійську збірну СРСР). Учасник Євро 1968, 1972. Олімпіади Мюнхені 1972, лише травма завадила зіграти на чемпіонаті світу у Мексиці 1970.
Один з самих визначних матчів за участю Євгена Рудакова відбувся 27 жовтня 1971 року в іспанській Севільї, де у відбірковому до чемпіонату Європи 1972 матчі зустрічалися збірні Іспанії та СРСР. Збірну Іспанії влаштовувала лише перемога з будь-яким рахунком, і вона провела два тайми в невпинних атаках на ворота збірної СРСР, але Євген Рудаков, демонструючи неймовірну реакцію та клас гри, жодного разу не дозволив м'ячу після ударів іспанських гравців перетнути лінію воріт, забезпечивши нульову нічию і вихід збірної СРСР до фінальної частини чемпіонату Європи. У грудні 1971 року Рудаков не тільки вдруге був визнаний найкращим воротарем року і отримав приз від журналу «Огонек», але і отримав нагороду тижневика «Футбол» — Футболіст року в СРСР.
У 1980-х роках працював у київському клубі «Зміна». У 1990-х — в спортінтернаті, а пізніше — в школі «Динамо» Київ.
У рейтингу найкращих воротарів XX століття в Європі посів 42 місце.
Помер 21 грудня 2011 року. Похований у Києві на Байковому кладовищі (ділянка № 33).

## Досягнення
- Чемпіон СРСР (7): 1966, 1967, 1968, 1971, 1974, 1975, 1977[2].
- Володар Кубка СРСР (3): 1964, 1966, 1974
- Срібний призер чемпіонату СРСР (5): 1965, 1969, 1972, 1973, 1976(о).
- Чемпіон СРСР серед дублерів (2):1963, 1965
- Володар Кубка володарів Кубків: 1975
- Володар Суперкубка УЄФА: 1975
- Віце-чемпіон Європи: 1972
- Бронзовий олімпійський призер: 1972
- Номінант на «Золотой м'яч (France Football)»: (1971 — 12 місце), (1972 — 18-27 місце)
- Найкращий футболіст СРСР (за результатами опитування щотижневика «Футбол-Хоккей») — 1971
- Найкращий футболіст України — 1971
- Триразовий володар призу «Воротар року» в СРСР  — 1969, 1971, 1972
- Семиразовий володар призу «Воротар року в Україні» — 1966, 1969, 1971, 1972, 1973, 1974, 1975
- Засновник однойменного воротарського Клубу: 208 матчів на «0».

Нагороди
- Орден «За заслуги» III ступеня (2004)[3]

|  |